# Chef d'état-major général des forces armées de la fédération de Russie
Le chef d'état-major général (russe : Начальник Генерального штаба) est le chef de l'état-major général et l'officier le plus haut gradé des forces armées russes ou est également l'officier militaire en uniforme le plus ancien. Il est nommé par le président de la Russie, qui est le commandant en chef suprême. Le poste date de la période de l'Empire russe. L'actuel chef d'état-major général est le général d'armée Valeri Guerassimov.

## Liste des chefs d'état-major
† désigne les personnes décédées en fonction.

### Armée impériale russe (1812-1917)
Directeur du Service d'Inspection du Ministère de la Guerre
| No | Portrait | Directeur du Service d'Inspection du Ministère de la Guerre   | Début des fonctions | Fin des fonctions | Temps passé en fonction | Branche de la défense |
| -- | -------- | ------------------------------------------------------------- | ------------------- | ----------------- | ----------------------- | --------------------- |
| 1  |          | Adjudant général Pavel Gavrilovitch Gagarine (ru) (1777–1850) | 9 août 1812         | 13 décembre 1814  | 2 ans, 126 jours        | Armée impériale russe |
| 2  |          | Lieutenant-général Andreï Kleinmikhel (ru) (1757–1815)        | 13 décembre 1814    | 25 juin 1815      | 194 jours               | Armée impériale russe |

Chef d'état-major principal
| No | Portrait | Chef d'état-major principal                                    | Début des fonctions | Fin des fonctions | Temps passé en fonction | Branche de la défense |
| -- | -------- | -------------------------------------------------------------- | ------------------- | ----------------- | ----------------------- | --------------------- |
| 1  |          | Lieutenant-général Friedrich van Heiden (1821-1900)            | 1er janvier 1866    | 22 mai 1881       | 15 ans, 141 jours       | Armée impériale russe |
| 2  |          | Lieutenant-général d'infanterie Nicolas Obroutchev (1830-1904) | 10 juin 1881        | 31 décembre 1897  | 16 ans, 204 jours       | Armée impériale russe |
| 3  |          | Lieutenant-général Viktor Sakharov (1848-1905)                 | 20 janvier 1898     | 11 mars 1904      | 6 ans, 51 jours         | Armée impériale russe |
| 4  |          | Lieutenant-général Piotr Frolov (ru) (1852–?)                  | 11 mars 1904        | 28 juin 1905      | 1 an, 109 jours         | Armée impériale russe |

Chef de la direction générale de l'état-major général
| No | Portrait | Chef de la direction générale de l'état-major général       | Début des fonctions | Fin des fonctions | Temps passé en fonction | Branche de la défense |
| -- | -------- | ----------------------------------------------------------- | ------------------- | ----------------- | ----------------------- | --------------------- |
| 1  |          | Général de cavalerie Fiodor Palitsyne (1851–1923)           | 28 juin 1905        | 2 décembre 1908   | 3 années et 157 jours   | Armée impériale russe |
| 2  |          | Général de cavalerie Vladimir Soukhomlinov (1848-1926)      | 2 décembre 1908     | 11 mars 1909      | 99 jours                | Armée impériale russe |
| 3  |          | Général d'infanterie Alexandre Mychlaïevski (1856–1920)     | 11 mars 1909        | Septembre 1909    | 5 mois                  | Armée impériale russe |
| 4  |          | Lieutenant-général Evgueni Gerngross (1855–1912)            | Septembre 1909      | 22 février 1911   | 1 an, 5 mois            | Armée impériale russe |
| 5  |          | Général de cavalerie Yakov Jilinski (1853-1918)             | 22 février 1911     | 4 mars 1914       | 3 ans, 10 jours         | Armée impériale russe |
| 6  |          | Général de division Nikolaï Ianouchkevitch (en) (1868-1918) | 5 mars 1914         | 1er août 1914     | 149 jours               | Armée impériale russe |
| 7  |          | Général de division Mikhaïl Beliaïev (1863-1918)            | 1er août 1914       | 10 août 1916      | 2 ans, 9 jours          | Armée impériale russe |
| 8  |          | Lieutenant-général Piotr Averyanov (ru) (1867–1937)         | 10 août 1916        | 15 mai 1917       | 278 jours               | Armée impériale russe |
| 9  |          | Lieutenant-général Ivan Romanovski (1877–1920)              | 18 juillet 1917     | 26 septembre 1917 | 134 jours               | Armée russe (1917)    |
| 10 |          | Général de division Vladimir Marouchevski (1874–1952)       | 26 septembre 1917   | 23 novembre 1917  | 58 jours                | Armée russe (1917)    |

### Conseil des commissaires du peuple à la guerre et aux affaires de la marine (1917-1918)
| No | Portrait | Chef d'état-major général                            | Début des fonctions | Fin des fonctions | Temps passé en fonction | Branche de la défense |
| -- | -------- | ---------------------------------------------------- | ------------------- | ----------------- | ----------------------- | --------------------- |
| 1  |          | Général de division Nikolaï Potapov (en) (1871-1946) | 23 novembre 1917    | 8 mai 1918        | 166 jours               | armée rouge           |

### Conseil militaire révolutionnaire de la République (1918-1921)
| No | Portrait | Chef d'état-major panrusse                          | Début des fonctions | Fin des fonctions | Temps passé en fonction | Branche de la défense |
| -- | -------- | --------------------------------------------------- | ------------------- | ----------------- | ----------------------- | --------------------- |
| 1  |          | Lieutenant-général Nikolaï Stogov (en) (1873–1959)  | 8 mai 1918          | 2 août 1919       | 1 an, 86 jours          | armée rouge           |
| 2  |          | Général de division Alexandre Svetchine (1878-1938) | 2 août 1919         | 22 octobre 1919   | 81 jours                | armée rouge           |
| 3  |          | Général de division Nikolaï Rattel (en) (1875–1939) | 22 octobre 1919     | 10 février 1921   | 1 an, 111 jours         | armée rouge           |

| No | Portrait | Chef d'état-major de terrain                                    | Début des fonctions | Fin des fonctions | Temps passé en fonction | Branche de la défense |
| -- | -------- | --------------------------------------------------------------- | ------------------- | ----------------- | ----------------------- | --------------------- |
| 1  |          | Général de division Nikolaï Rattel (en) (1875–1939)             | 6 septembre 1918    | 21 octobre 1918   | 45 jours                | armée rouge           |
| 2  |          | Général de division Fiodor Kostiaïev (en) (1878–1925)           | 21 octobre 1918     | 18 juin 1919      | 240 jours               | armée rouge           |
| 3  |          | Général de division Mikhaïl Bontch-Brouïevitch (en) (1870–1956) | 18 juin 1919        | 22 juillet 1919   | 34 jours                | armée rouge           |
| 4  |          | Général de division Pavel Lebedev (en) (1872-1933)              | 22 juillet 1919     | 10 février 1921   | 1 an, 203 jours         | armée rouge           |

### Armée rouge (1921–1946)
Chef d'état-major
| No | Portrait | Chef d'état-major                                                 | Début des fonctions | Fin des fonctions | Temps passé en fonction | Branche de la défense |
| -- | -------- | ----------------------------------------------------------------- | ------------------- | ----------------- | ----------------------- | --------------------- |
| 1  |          | Général de division Pavel Lebedev (en) (1872-1933)                | 10 février 1921     | avril 1924        | 3 ans, 1 mois           | armée rouge           |
| 2  |          | Général de division Mikhaïl Frounze (1885–1925)                   | avril 1924          | janvier 1925      | 9 mois                  | armée rouge           |
| 3  |          | Komandarm 1er rang Sergueï Kamenev (1881–1936)                    | janvier 1925        | novembre 1925     | 10 mois                 | armée rouge           |
| 4  |          | Maréchal de l'Union soviétique Mikhaïl Toukhatchevski (1893-1937) | novembre 1925       | mai 1928          | 2 ans, 6 mois           | armée rouge           |
| 5  |          | Komandarm 1er rang Boris Chapochnikov (1882–1945)                 | mai 1928            | avril 1931        | 2 ans, 11 mois          | armée rouge           |
| 6  |          | Général Vladimir Triandafillov (1894-1931)                        | mai 1931            | 12 juillet 1931 † | 2 mois                  | armée rouge           |
| 7  |          | Maréchal de l'Union soviétique Aleksandr Iegorov (1883-1939)      | juillet 1931        | Septembre 1935    | 4 ans, 2 mois           | armée rouge           |

Chef d'état-major général
| No  | Portrait | Chef d'état-major général                                         | Début des fonctions | Fin des fonctions | Temps passé en fonction | Branche de la défense |
| --- | -------- | ----------------------------------------------------------------- | ------------------- | ----------------- | ----------------------- | --------------------- |
| 1   |          | Maréchal de l'Union soviétique Aleksandr Iegorov (1883-1939)      | Septembre 1935      | 10 mai 1937       | 1 an, 8 mois            | armée rouge           |
| 2   |          | Maréchal de l'Union soviétique Boris Chapochnikov (1882-1945)     | 10 mai 1937         | Août 1940         | 3 ans, 2 mois           | armée rouge           |
| 3   |          | Général d'armée Kirill Meretskov (1897-1968)                      | Août 1940           | janvier 1941      | 5 mois                  | armée rouge           |
| 4   |          | Général d'armée Gueorgui Joukov (1896-1974)                       | Février 1941        | 29 juillet 1941   | 5 mois                  | armée rouge           |
| (2) |          | Maréchal de l'Union soviétique Boris Chapochnikov (1882-1945)     | 29 juillet 1941     | 11 mai 1942       | 286 jours               | armée rouge           |
| 5   |          | Maréchal de l'Union soviétique Alexandre Vassilievski (1895-1977) | 26 juin 1942        | Février 1945      | 2 ans, 7 mois           | armée rouge           |
| 6   |          | Général d'armée Alexeï Antonov (1896-1962)                        | Février 1945        | 22 mars 1946      | 1 an, 1 mois            | armée rouge           |

### Forces armées soviétiques (1946–1991)
| No  | Portrait | Chef d'état-major général                                          | Début des fonctions | Fin des fonctions | Temps passé en fonction | Branche de la défense |
| --- | -------- | ------------------------------------------------------------------ | ------------------- | ----------------- | ----------------------- | --------------------- |
| 1   |          | Maréchal de l'Union soviétique Alexandre Vassilievski (1895-1977)  | 22 mars 1946        | novembre 1948     | 2 ans, 7 mois           | Armée soviétique      |
| 2   |          | Général d'armée Sergueï Chtemenko (1907-1976)                      | novembre 1948       | juin 1952         | 3 ans, 7 mois           | Armée soviétique      |
| 3   |          | Maréchal de l'Union soviétique Vassili Sokolovski (1897-1968)      | juin 1952           | avril 1960        | 7 ans, 10 mois          | Armée soviétique      |
| 4   |          | Maréchal de l'Union soviétique Matveï Zakharov (1898-1972)         | avril 1960          | Mars 1963         | 2 ans, 11 mois          | Armée soviétique      |
| 5   |          | Maréchal de l'Union soviétique Sergueï Biriouzov (1904–1964)       | Mars 1963           | 19 octobre 1964 † | 1 an, 7 mois            | Armée soviétique      |
| (4) |          | Maréchal de l'Union soviétique Matveï Zakharov (1898-1972)         | novembre 1964       | Septembre 1971    | 6 ans, 9 mois           | Armée soviétique      |
| 6   |          | Maréchal de l'Union soviétique Viktor Koulikov (1921-2013)         | Septembre 1971      | 7 janvier 1977    | 5 ans, 4 mois           | Armée soviétique      |
| 7   |          | Maréchal de l'Union soviétique Nikolaï Ogarkov (1917–1994)         | 7 janvier 1977      | 6 septembre 1984  | 7 ans, 238 jours        | Armée soviétique      |
| 8   |          | Maréchal de l'Union soviétique Sergueï Akhromeïev (1923–1991)      | 6 septembre 1984    | 2 novembre 1988   | 4 ans, 62 jours         | Armée soviétique      |
| 9   |          | Colonel général, général d'armée Mikhaïl Moïseïev (en) (1939–2022) | Décembre 1988       | 23 août 1991      | 2 ans, 8 mois           | Armée soviétique      |
| 10  |          | Général d'armée Vladimir Lobov (en) (né en 1935)                   | 25 août 1991        | 25 décembre 1991  | 122 jours               | Armée soviétique      |

### Forces armées russes (depuis 1992)
| No | Portrait | Chef d'état-major général                           | Début des fonctions | Fin des fonctions  | Temps passé en fonction | Branche de la défense    |
| -- | -------- | --------------------------------------------------- | ------------------- | ------------------ | ----------------------- | ------------------------ |
| 1  |          | Général d'armée Viktor Doubynine (en) (1943–1992)   | 10 juin 1992        | 22 novembre 1992 † | 165 jours               | Forces terrestres russes |
| 2  |          | Général d'armée Mikhaïl Kolesnikov (1939–2007)      | 22 novembre 1992    | 18 octobre 1996    | 3 ans, 331 jours        | Forces terrestres russes |
| 3  |          | Général d'armée Viktor Samsonov (né en 1941)        | 18 octobre 1996     | 22 mai 1997        | 216 jours               | Forces terrestres russes |
| 4  |          | Général d'armée Anatoli Kvachnine (1946-2022)       | 22 mai 1997         | 19 juillet 2004    | 7 ans, 58 jours         | Forces terrestres russes |
| 5  |          | Général d'armée Iouri Balouievski (en) (né en 1947) | 19 juillet 2004     | 3 juin 2008        | 3 ans, 320 jours        | Forces terrestres russes |
| 6  |          | Général d'armée Nikolaï Makarov (en) (né en 1949)   | 3 juin 2008         | 9 novembre 2012    | 4 ans, 159 jours        | Forces terrestres russes |
| 7  |          | Général d'armée Valeri Guerassimov (né en 1955)     | 9 novembre 2012     | Titulaire          | 10 ans, 54 jours        | Forces terrestres russes |

## Information complémentaires
- (ru) V.I. Feskov, K.A. Kalachnikov et V.I. Golikov, Советская армия в годы холодной войны [1945-1991] [« L'armée soviétique à l'époque de la Guerre froide (1945-1991) »], Tomsk, Presses universitaires de Tomsk,‎ 2004 (ISBN 5-7511-1819-7).